# Children in Need
Children in Need è una manifestazione benefica annuale che si tiene in Inghilterra. È organizzata dalla rete televisiva BBC One.

## Svolgimento
La manifestazione si basa su una maratona televisiva, paragonabile a Telethon, e sulla raccolta di donazioni che verranno poi devoluti ai bambini bisognosi. Oltre alla raccolta di fondi da parte degli spettatori, i soldi vengono ricavati anche dalle vendite di un singolo. Ogni anno viene infatti selezionata una pubblicazione, in accordo con l'artista, il cui ricavato viene interamente devoluto in beneficenza.

## Singoli abbinati alla rappresentazione
| Anno | Artisti                                     | Canzoni                                  | Classifica |
| ---- | ------------------------------------------- | ---------------------------------------- | ---------- |
| 1986 | Suzi Quatro con Bronski Beat e artisti vari | Heroes                                   | ignota     |
| 1997 | Lou Reed e artisti vari                     | Perfect Day                              | 1          |
| 1998 | Denise Van Outen & Johnny Vaughan           | Especially for You                       | 3          |
| 1999 | Martine McCutcheon                          | Love Me                                  | 6          |
| 2000 | S Club 7                                    | Never Had a Dream Come True              | 1          |
| 2001 | S Club 7                                    | Have You Ever                            | 1          |
| 2002 | Will Young                                  | Don't Let Me Down / You and I            | 2          |
| 2003 | Shane Richie                                | I'm Your Man                             | 2          |
| 2004 | Girls Aloud                                 | I'll Stand by You                        | 1          |
| 2005 | Liberty X                                   | A Night to Remember                      | 6          |
| 2006 | Emma Bunton                                 | Downtown                                 | 3          |
| 2007 | Spice Girls                                 | Headlines (Friendship Never Ends)        | 11         |
| 2008 | McFly                                       | Do Ya/Stay With Me                       | 18         |
| 2009 | Peter Kay's Animated All Star Band          | The Official BBC Children in Need Medley | 1          |
| 2010 | JLS                                         | Love You More                            | 1          |
| 2011 | The Collective                              | Teardrop                                 | 24         |
| 2012 | Girls Aloud                                 | Something New                            | 2          |
| 2013 | Ellie Goulding                              | How Long Will I Love You?                | 3          |
| 2014 | Gareth Malone's All Stars Choir             | Wake Me Up                               | 1          |
| 2015 | Jess Glynne                                 | Take Me Home                             | 6          |
| 2016 | Craig David                                 | All We Needed                            | 42         |
| 2017 | Katie Melua                                 | Fields of Gold                           | 29         |
| 2018 | Jamie Cullum                                | Love Is in the Picture                   |            |
| 2019 | Jodie Whittaker                             | Yellow                                   |            |
| 2020 | BBC Radio 2's All Star                      | Stop Crying Your Heart Out               | 7          |
| 2021 | Niall Horan e Anne-Marie                    | Everywhere                               | 23         |